# Rathaus Saint-Denis (Réunion)

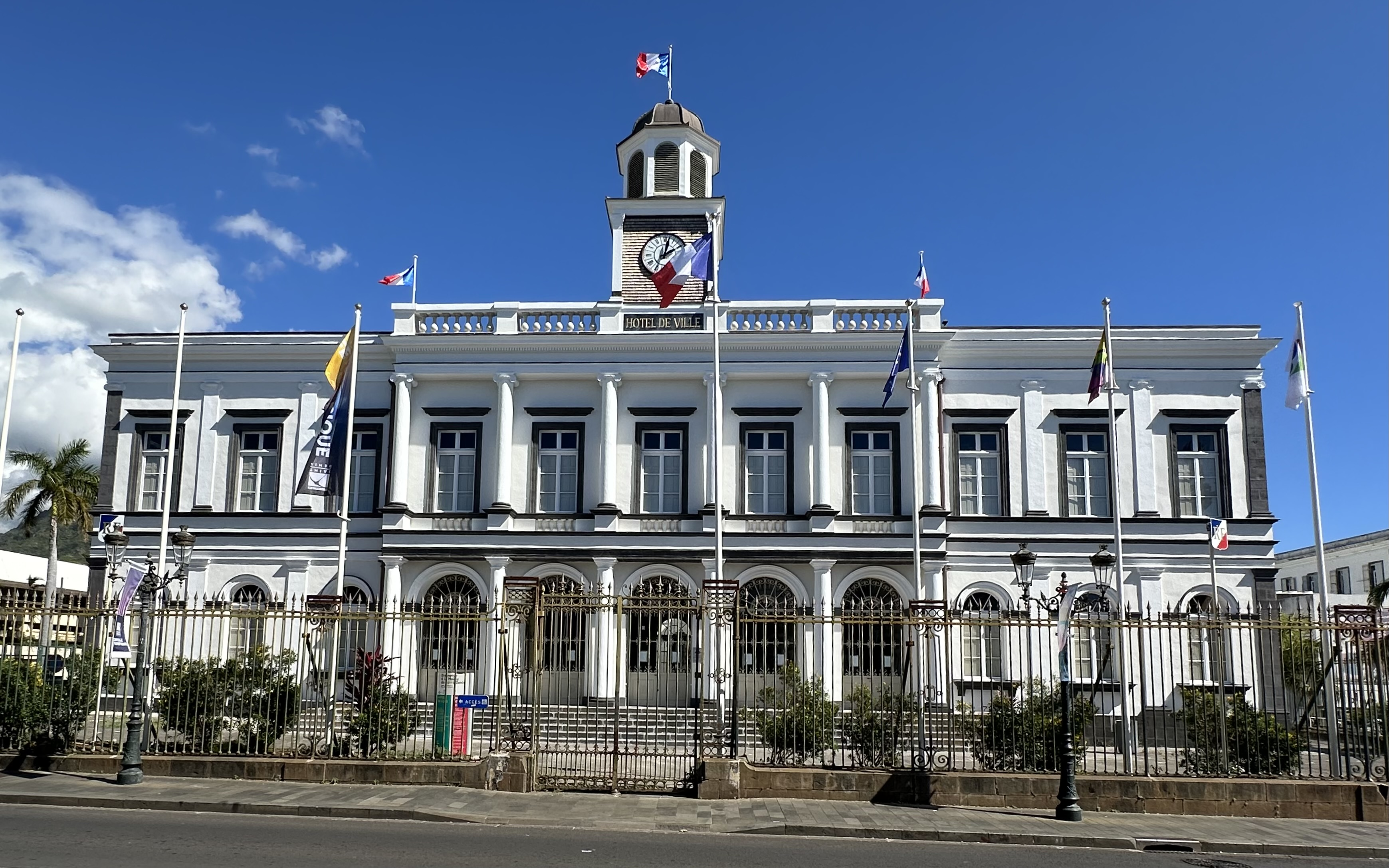
Rathaus von Saint-Denis, 2024

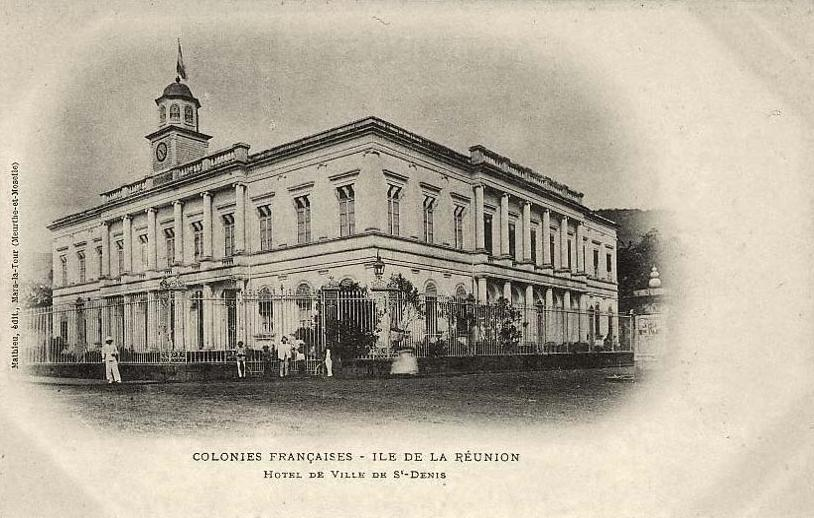
Rathaus in den 1900er Jahren

Das Rathaus Saint-Denis (französisch Hotel de ville de Saint-Denis) ist das denkmalgeschützte Rathaus von Saint-Denis auf der französischen Insel Réunion.

## Lage
Das Rathaus befindet sich im Zentrum von Saint-Denis mittig auf der Westseite der Rue de Paris, in einer Ecklage zur nördlich verlaufenden Rue de la Compagnie, an der Adresse 2, Rue de Paris. Nordöstlich des Rathauses befindet sich die Siegessäule.

## Architektur und Geschichte
Der Bau dieses neuen Rathauses wurde ab 1843, in der Amtszeit von Amédée Bédier, geplant. Die Planungen erfolgten durch Pierre Émile Grenard, der auch die Baudurchführung betreute. Die Grundsteinlegung fand 1846 statt. Durch die politischen Umbrüche in der Zeit um 1848, inklusive der Abschaffung der Sklaverei, kam es zur Einstellung der Bauarbeiten. Sie wurden 1854 wieder aufgenommen und letztlich 1860 unter Jean-Baptiste Gilbert des Molières abgeschlossen. Das zweigeschossige Gebäude nimmt ein großes Viereck mit einer Kantenlänge von 37 Metern auf einer Fläche von ungefähr 1370 m² ein. Die zur Straße nach Osten ausgerichtete elfachsige Fassade ist reich unter anderem mit Säulen und Pilastern verziert. Oberhalb der mittleren Achse thront ein Glockenturm mitsamt Uhr.

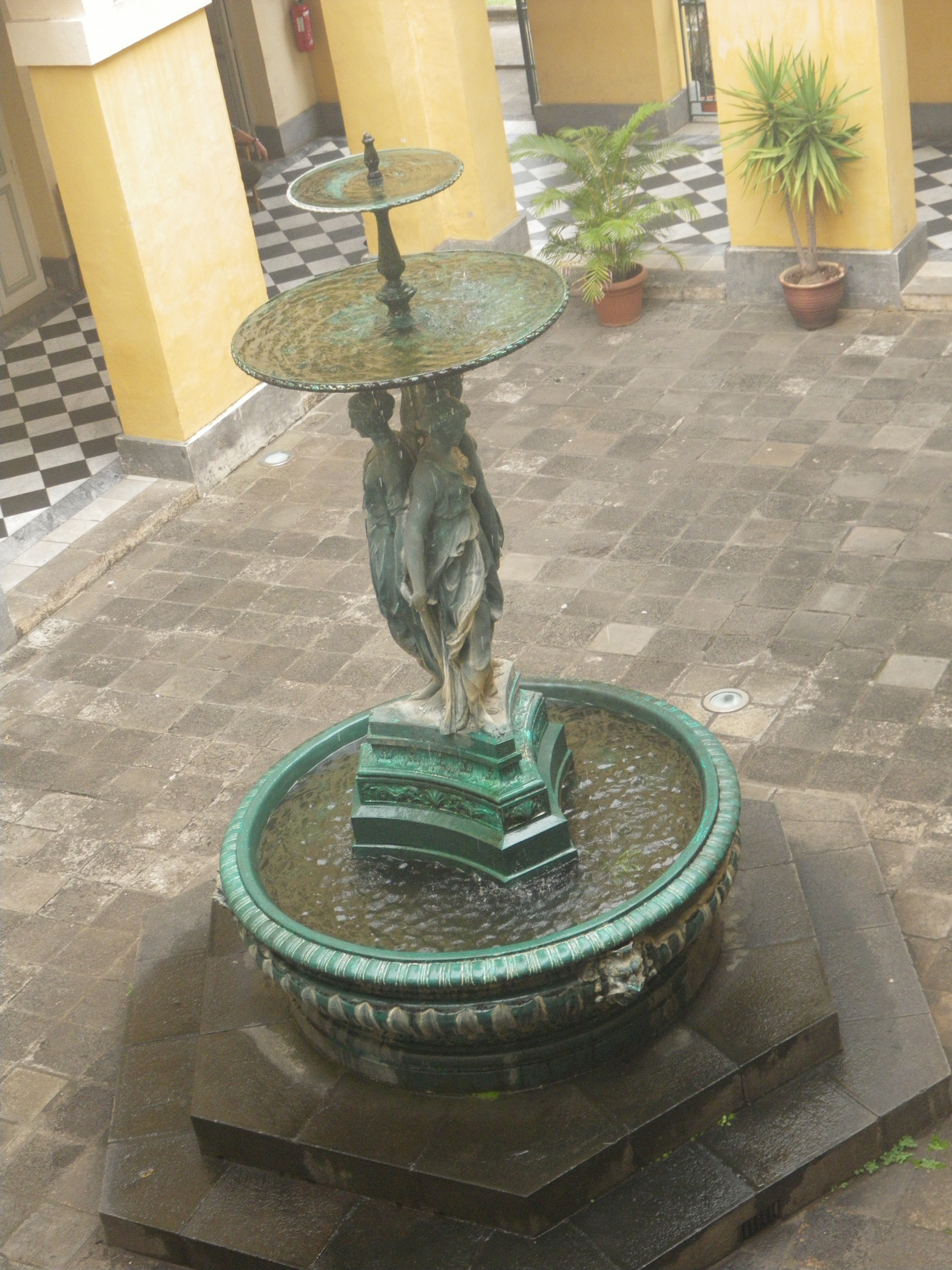
Blick auf den Brunnen, 2011

Der Grundriss ist U-förmig angelegt. Zum so gebildeten Innenhof besteht eine zweigeschossige Galerie. Im Zentrum des Innenhofs befindet sich ein Brunnen aus Eisenguss, der in der Ducel-Werkstatt hergestellt wurde. Im Brunnen befindet sich eine Skulpturengruppe. Die drei Frauen sind eine Reproduktion der bekannten drei Grazien aus der französischen Renaissance. Über ihnen befindet sich eine der Brunnenschalen.

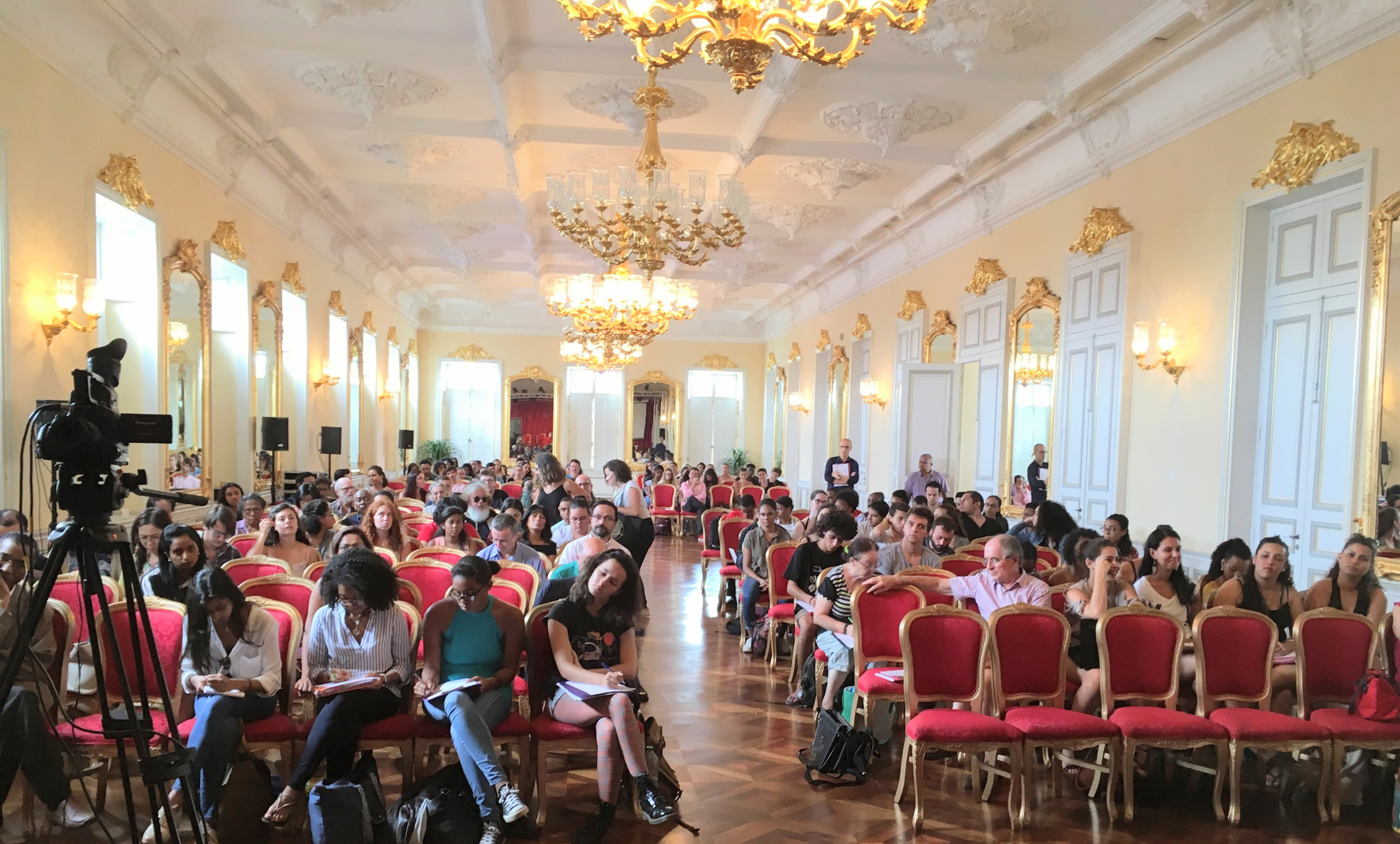
Veranstaltung im Saal, 2017

In das erste Obergeschoss führt eine doppelläufige Treppe, die an der Ostfassade zu einem Treppenabsatz führt, von dem aus drei Türen in den großen Saal des Hauses führen, der eine Fläche von 320 m² hat. Noch bis in die Mitte des 20. Jahrhunderts handelte es sich um den größten öffentlichen Saal der Insel Réunion. Die Decke des Saals ist prächtig im Stil von Ludwig XV. unter anderem mit Rosetten verziert und wurde von Florentin Chatel geschaffen. Die Gestaltung zeigt den Prunk in der Zeit der Herrschaft von Napoleon III. Auch die Stühle wurden im Stil Ludwigs XV. angeschafft. Die Möbel präsentieren sich im Stil Ludwigs XIV. Geliefert wurden die Möbel vom Möbelhändler Félix Madroll. Im Gebäude waren verschiedene kommunale Einrichtungen, aber auch eine öffentliche Bibliothek und die Handelskammer von Réunion untergebracht.
Bürgermeister Jean Chatel beauftragte in den 1930er Jahren den Maler Maurice Ménardeau mit der Anfertigung mehrerer Gemälde für den Hochzeits- und den Ratssaal. Es entstanden zwei große Werke sowie vier Bilder mit Landschaften und auch kreolischen Alltagsszenen aus den 1930er Jahren. Nach eine Restaurierung wurden sie im Jahr 2011 wieder im Rathaus angebracht.
Seit dem 13. Oktober 1975 ist das Rathaus als Monument historique ausgewiesen. Zwischen 1987 und 2001 fanden mehrfach Restaurierungsarbeiten statt, so dass sich das Gebäude wieder in seinem historischen bauzeitlichen Erscheinungsbild zeigt.